# 驅逐出境 (探險活寶)
〈驅逐出境〉（英語：Evicted!）是《探險活寶》第一季的第12集。在卡通頻道2010年5月17日播出。本集以阿寶和老皮為主角，艾薇爾聲稱兩人的樹屋是自己的之後，阿寶和老皮尋找哇賽秘境的新家。阿寶和老皮尋找整遍哇賽秘境的新家後找到山洞即暫時解決。最後的交鋒後，艾薇爾突然溫和，且還給阿寶和老皮他們原本所住的房子，只因覺得他們有趣。

## 劇情
一場雨夜，老皮告訴阿寶一個假想以前吸血鬼住在自家樹屋的故事。阿寶被屋外傳來的聲音嚇壞了，下樓到老皮身邊。突然，窗口被吹開，燭光熄滅。阿寶和老皮很快發現艾薇爾已潛入他房內。阿寶和老皮都以為會被艾薇爾殺死並喝他們的血而嚇死，但她說並沒有殺死他們的意圖，又說她只吃紅色。不過她解釋樹屋曾經屬於她，在他們所住的地方迅速趕他們走。
阿寶和老皮然後尋找新的家園。最初，他們無法找到一個合適的家，直到他們找到一個山洞。他們清理山洞，並舉行喬遷派對，引來艾薇爾。她解釋洞穴也屬於她的。阿寶與變身成巨大的惡魔蝙蝠的艾薇爾展開戰鬥。然後她好像已殺死老皮，阿寶憤怒猛烈朝向變回正常外觀的艾薇爾出拳，然後親阿寶的臉頰讓他臉紅。老皮因能用形變拯救自己，艾薇爾表示這場戰鬥很有趣，而他們兩個可要回自己的房子作為禮物。阿寶和老皮一回到自己的地方，他們即被蟲蟲國王催眠。

## 幕後製作

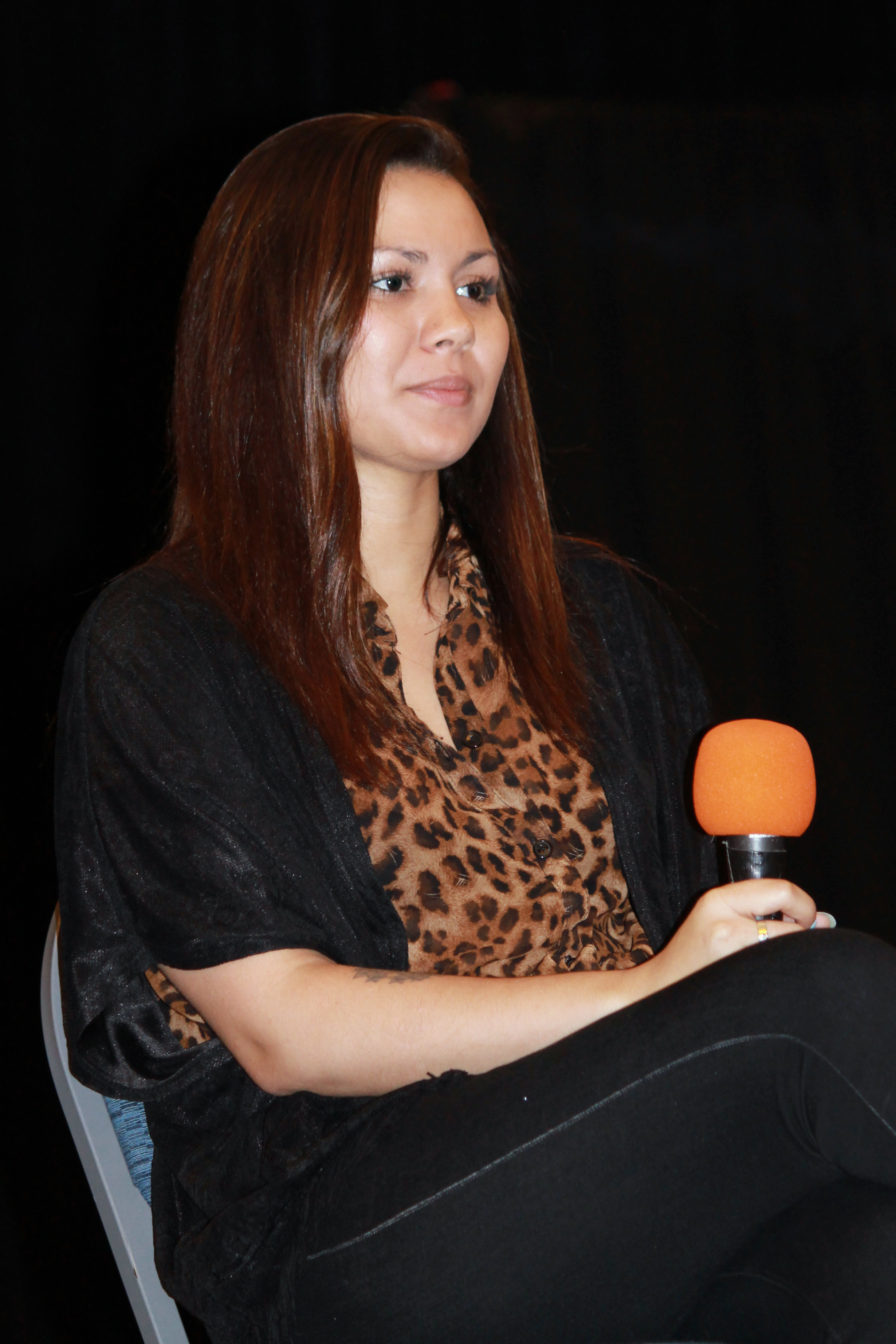
艾薇爾由奧利維亞·奧森配演

〈驅逐出境〉是由伯特·約恩（Bert Youn）和肖恩·希門尼斯（Sean Jimenez）擔任編劇，亞當·穆托擔任分鏡。由賴瑞·萊奇力特擔任導演。此集的分鏡與成品截然不同。在開場時阿寶和老皮之間的對話時間較長，且沒有〈House Hunting Song〉；相而對話只是“音樂開始”，分鏡顯示阿寶和老皮尋找新房子，但沒有對話。已更改的場景包括阿寶和老皮與冰霸王的相遇，在原始版本中，阿寶和老皮擠在一群企鵝裡，惹冰霸王憤怒，阿寶和老皮突然掉落，快被石筍刺住時發現洞穴，且以阿寶和老皮應付狼人作為結局。
上述〈House Hunting Song〉是為《探險活寶》此集第一個製作音樂作品。這首本來稱為〈Oh Marceline〉，沃德和奧利維亞·奧森所唱。歌詞是沃德寫的，他錄製這首歌粗略無伴奏合唱。派屈克·麥克海爾（Patrick McHale）後來用吉他重錄製這首歌，沃德然後錄音一個“高強度”版及一個柔和版。當船員決定使用哪個版本時，沃德想要使用麥克海爾的錄音，但德里克·卓瑪強迫沃德使用他自己的。麥克海爾後來通過他官方Twitter發布演唱歌曲。阿什利·德澤里杰安（Ashley Dzerigian）在此集彈貝斯。據作曲家詹姆斯·凱西·巴錫齊斯（Casey James Basichis）所說，她是“典型訓練貝司手，且可游刃有餘”。瑞恩·康納（Ryan Conner）錄製吉他，之後巴錫齊斯自動調諧為歌曲。
此集標榜《探險活寶》的主要角色艾薇爾首次登場。雖然她沒有出現在試播集，她的設定及人物出現在潘得頓·沃德所撰寫的推銷書籍中。Marceline（艾薇爾）的名字是取自沃德童年時朋友的名字叫瑪麗（Marie），其中間名為Marceline。沃德描述瑪麗喜歡恐怖片《驚魂記》並穿著深色衣服。沃德故意設定艾薇爾性格複雜化，正如他在接受採訪時解釋：“女性角色容易定位舊時，或者把他們描述成舊時極端負面[...]我只是試著讓他們有缺點和優點就像阿寶和老皮”。
艾薇爾是由奧利維亞·奧森配演，她本來試鏡泡泡糖公主的角色。初次試鏡之後被要求讀角色艾薇爾，並看到設計圖之後“明顯對角色印象深刻”。奧森也是歌聲角色。艾薇爾的藝術設計是沃德創造的，以及前任主角設計師和道具設計師菲爾·倫達（Phil Rynda）做些小變化和添加。奧森後來接受採訪時說，她對此角色印象深刻，因為“她有很酷的風格[...]我喜歡他們在每一集出現了。此集還包括聲樂演員天才艾瑞克·伊特拉達配演蟲蟲國王；埃斯特拉達將再次配演第四季同名集〈蟲蟲國王〉的角色。

## 反響
《驅逐出境》於2010年3月18日在卡通頻道預播。2010年5月17日正式播出。此集有1.88萬觀眾觀看，尼爾森收視率為1.2/2。尼爾森收視率是收视率系統，決定了在美國電視節目的觀眾人數和組成，表示所有家庭在看電視時的比例為1.2%和2%。此集首次在2011年《探險活寶：最愛的兩個人》DVD發行，其中包括前兩季的12集。後來在2012年7月完整版第一季DVD發行
《驅逐出境》的評論大多正面。IGN卡姆·謝伊（Cam Shea）在《驅逐出境》陳說艾薇爾的介紹。認為是第一季的第四契機。他寫道：“肯定的是，在這集她從家裡趕走阿寶和老皮......但是，嘿，這是我們第一次認識她，她真棒。”他後來寫：“艾薇爾 = 最棒。艾薇爾已經在影迷中成為《探險活寶》最受歡迎的人物，並在《驅逐出境》播出後更加受歡迎。沃德後來指出，他感覺“良好，很好”。《影音俱樂部》的奧利弗·薩瓦（Oliver Sava）陳說該動畫系列的十個附加分冊中的一集，說明“情感的複雜性”在於“《探險活寶》的奇怪之下”。
在《古代精神串聯戰爭》的播客，扎克·史密斯（Zack Smith）和《邪恶力量》編劇和製片人珍妮·克萊恩（Jenny Klein）評論這一集。史密斯和克萊恩（Klein）都表示對艾薇爾以及她的配音員讚賞，前者指出“有點難接受的是奧利維亞·奧森”。克萊恩比較艾薇爾和阿寶之間的關係與短篇情景喜劇《怪胎與宅男》的角色金·凱利（Kim Kelly，碧西・飛利浦飾演）和山姆·威爾（Sam Weir，約翰·戴利飾演）之間的互動。克萊恩評論〈House Hunting Song〉，讚揚是由潘得頓·沃德唱的; 她認為這是直接對觀眾說作者的例子，像是在聽有聲書。

## 媒體發行
此集首次在2011年《探險活寶：最愛的兩個人》DVD發行，其中包括前兩季的12集。後來在2012年7月完整版第一季DVD發行。此外，2014年發行黑膠唱片限量版12張《吸血鬼皇后艾薇爾–搖滾惡夜魔境》，包括〈House Hunting Song〉與艾薇爾所唱的其他歌曲。